# Warsaw (álbum de Joy Division)
| Críticas profissionais | Críticas profissionais |
| Avaliações da crítica  | Avaliações da crítica  |
| Fonte                  | Avaliação              |
| ---------------------- | ---------------------- |
| All Music Guide        | link                   |

Warsaw foi o álbum planejado de estréia da banda britânica de punk rock Warsaw, que mais tarde seria rebatizada de Joy Division. Originalmente gravado em Maio de 1978, tinha onze faixas, entretanto, a banda ficou decepcionada com o resultado do álbum produzido pela gravadora RCA e o lançamento foi cancelado. O álbum foi veiculado na forma de bootlegs até ser lançado comercialmente em 1994. Quatro faixas desta lista foram lançadas no EP de estreia da banda, An Ideal for Living, de 1978. As faixas bonus foram gravadas em 1977 no The Warsaw Demo.

## Faixas
Todas as faixas por Warsaw/Joy Division
1. "The Drawback" – 1:42
2. "Leaders of Men" – 2:28
3. "They Walked in Line" – 2:50
4. "Failures" – 2:22
5. "Novelty" – 3:36
6. "No Love Lost" – 4:34
7. "Transmission" – 4:20
8. "(Living in the) Ice Age" – 2:19
9. "Interzone" – 2:02
10. "Warsaw" – 2:06
11. "Shadowplay" – 3:53
12. "As You Said" – 2:01

Faixas bonus
1. "Inside the Line" – 2:43
2. "Gutz" – 1:59
3. "At a Later Date" – 3:14
4. "The Kill" – 2:08
5. "You're No Good for Me" – 3:02